# Парафило, Терентий Михайлович
Терентий Михайлович Парафило (10 ноября 1901 года, село Броварки, Полтавская губерния, ныне Глобинский район, Полтавская область — 24 июня 1943 года, Липецк) — советский военный деятель, Генерал-майор береговой службы (1941 год).

## Начальная биография
Терентий Михайлович Парафило родился 10 ноября 1901 года в селе Броварки Полтавской губернии ныне Глобинского района Полтавской области.
После окончания двух курсов Полтавского института народного образования с 1921 года работал учителем в сельской школе.

## Военная служба

### Довоенное время
В августе 1922 года был призван в ряды РККА, обучался на Симферопольских пехотных курсах, после чего служил красноармейцем и учителем 32-го стрелкового полка в Петрограде, с августа 1923 года — учителем отдельной караульной роты, батальона в Кронштадте, а с октября 1925 года политруком, командиром роты, начальником полковой школы, командиром учебного батальона, начальником штаба полка и командиром полка в Кронштадтском крепостном стрелковом полку.
В 1930 году окончил курсы усовершенствования комсостава «Выстрел».
В июле 1939 года был назначен на должность командира отдельной специальной стрелковой бригады. Находясь на должности командира лыжного батальона моряков, принимал участие в боевых действиях в ходе советско-финской войны, за что был награждён орденом Красной Звезды.
В мае 1940 года Парафило был назначен на должность командира 1-й особой бригады морской пехоты.

### Великая Отечественная война
Бригада под командованием Парафило участвовала в ходе обороны Таллинна, действуя наряду с 10-м стрелковым корпусом, отрядами народного ополчения при поддержке кораблей Балтийского флота, береговых и зенитных батарей, а в сентябре 1941 года бригада наряду с другими частями и соединениями Ленинградского фронта разгромила группировку противника, вышедшую к Красному Селу.
4 октября 1-я особая бригада морской пехоты была преобразована в 7-ю отдельную бригаду морской пехоты, а Терентий Михайлович Парафило был назначен на должность командира. В составе Ленинградского фронта бригада вела боевые действия в районе Колпино на рубеже Московская Славянка — Пулково.
17 декабря 1941 года 7-я отдельная бригада морской пехоты была преобразована в 72-ю стрелковую дивизию, а Парафило был назначен её командиром. Дивизия вела оборону на южных подступах к Ленинграду на рубеже совхоз Молочный — совхоз Пушкинский — Путролово. 27 апреля 1942 года дивизия была выведена в резерв для пополнения личным составом и техникой, а Терентий Михайлович Парафило в мае этого же года был направлен на учёбу на ускоренный курс при Высшей военной академии имени К. Е. Ворошилова, по окончании которого 25 ноября был назначен на должность командира 5-го воздушно-десантного корпуса в составе Московского военного округа. В декабре корпус был преобразован в 7-ю гвардейскую воздушно-десантную дивизию, а Парафило был назначен на должность командира дивизии. Дивизия формировалась в Раменском (Московская область).
В феврале 1943 года дивизия была включена в состав 68-й армии Особой группы войск под командованием генерала М. С. Хозина, действовавшей в составе Северо-Западного фронта и предназначенной для разгрома демянской группировки противника.
24 июня 1943 года, после тяжелой болезни (по другим источникам, после ранения и последовавшей неудачной операции), Терентий Михайлович Парафило умер в эвакогоспитале в Липецке. Похоронен в Раменском Московской области.

## Награды
- Орден Красного Знамени (январь 1942);
- Орден Красной Звезды (март 1940).